# Савудрија
Савудрија (итал. Salvore) је насељено место у саставу града Умага у Истарској жупанији, Хрватска. До територијалне реорганизације у Хрватској налазила се у саставу старе општине Бује.

## Становништво
На попису становништва 2011. године, Савудрија је имала 253 становника.

## Попис1991.
На попису становништва 1991. године, насељено место Савудрија је имало 349 становника, следећег националног састава:
| Попис 1991.‍  | Попис 1991.‍  | Попис 1991.‍ | Попис 1991.‍ | Попис 1991.‍ |
| ------------ | ------------ | ----------- | ----------- | ----------- |
|              |              |             |             |             |
| Италијани    | Италијани    |             | 153         | 43,83%      |
| Хрвати       | Хрвати       |             | 129         | 36,96%      |
| Словенци     | Словенци     |             | 22          | 6,30%       |
| Муслимани    | Муслимани    |             | 7           | 2,00%       |
| Срби         | Срби         |             | 4           | 1,14%       |
| Албанци      | Албанци      |             | 2           | 0,57%       |
| Чеси         | Чеси         |             | 2           | 0,57%       |
| Југословени  | Југословени  |             | 1           | 0,28%       |
| Македонци    | Македонци    |             | 1           | 0,28%       |
| остали       | остали       |             | 1           | 0,28%       |
| неопредељени | неопредељени |             | 3           | 0,85%       |
| регион. опр. | регион. опр. |             | 14          | 4,01%       |
| непознато    | непознато    |             | 10          | 2,86%       |
| укупно: 349  |              |             |             |             |